# 六分儀座29
六分儀座29，又名BD-20 5277，HD 174116、SAO 187324、HR 7078，是六分儀座的一颗恒星，视星等为5.24，位于銀經14.5，銀緯-8.74，其B1900.0坐标为赤經18h 43m 44.1s，赤緯-20° -8.74′ 18″。